# Мок, Карен
Карен Джой Моррис (иер. трад. 莫文蔚, кант.-рус.: Мок Маньваи, пиньинь: Mò Wénwèi, палл.: Мо Вэньвэй) — китайская актриса и певица, больше известная как Карен Мок.

## Биография
Карен в 17 лет уехала учиться за границу, окончила Адриатический Колледж объединённого мира в Италии и прошла обучение по курсу итальянской литературы в Лондонском университете. Говорит на английском, двух диалектах китайского, итальянском и французском.
Ещё до карьеры актрисы Карен пела во время обучения в Италии в группе композитора Марка Луи. Её первый сольный альбом вышел в 1993-м году.

## Фильмография
| Год  | Название                         | Роль                                             | Примечание                                     |
| ---- | -------------------------------- | ------------------------------------------------ | ---------------------------------------------- |
| 2024 | 55-й элемент                     | Сесилия Вон                                      | Оригинальное название: 焚城                    |
| 2013 | Мастер тай-цзи                   | Сунь Чжинши (Captain of Hongkong Police Officer) | Оригинальное название: Man of Tai Chi          |
| 2013 | Лучше и лучше                    |                                                  | Оригинальное название: 越来越好之村晚          |
| 2011 | Восток против Запада             | Сэмми                                            | Оригинальное название: Dung sing sai tsau 2011 |
| 2011 | Законы привлекательности         | Мей                                              | Оригинальное название: 万有引力                |
| 2010 | The Road Less Traveled           | Сьюзан                                           | Оригинальное название: Yat lou yau nei         |
| 2010 | Вперед, Лала                     | Mei Gui (Rose)                                   | Оригинальное название: Du Lala sheng zhi ji    |
| 2008 | Гроб                             | Су                                               | Оригинальное название: 棺木                    |
| 2008 | Миань                            | Su Dan                                           | Оригинальное название: 迷果                    |
| 2007 | Mr. Cinema                       | Luk Min                                          | Оригинальное название: 老港正傳                |
| 2006 | Небесные короли                  | камео                                            | Оригинальное название: 四大天王                |
| 2005 | Подожди, пока вырастешь          | Tsui Man                                         | Оригинальное название: 童夢奇緣                |
| 2005 | Меч Дракона                      | Yingying                                         | Оригинальное название: 龍刀奇緣                |
| 2004 | Вокруг Света за 80 дней          | генерал Фэнг                                     | Оригинальное название: 環遊世界80天            |
| 2004 | Восход Феникса                   | Джули                                            | Оригинальное название: 大佬愛美麗              |
| 2003 | Близнецы                         | Иви                                              | Оригинальное название: 千機變                  |
| 2002 | Боевые ангелы                    | Hong Yat Hong                                    | Оригинальное название: 夕陽天使                |
| 2002 | Неотразимые свинки               | So Mei                                           | Оригинальное название: 豬扒大聯盟              |
| 2002 | Офис с привидениями              | Пэт                                              | Оригинальное название: Office有鬼              |
| 2001 | Убойный футбол                   | игрок №11 команды «Дьяволы»                      | Оригинальное название: 少林足球                |
| 2001 | Прощай, мистер Крутой            | Хелен                                            | Оригинальное название: 九龍冰室                |
| 2001 | All the way                      |                                                  | Оригинальное название: 走到底                  |
| 2000 | Шорох колес                      | Суки                                             | Оригинальное название: 車神傳說                |
| 2000 | Прах к праху                     |                                                  | Оригинальное название: 煙飛煙滅                |
| 1999 | Пылкое сердце                    | Чен Ли                                           | Оригинальное название: 心動                    |
| 1999 | Король комедии                   | Cuckoo To                                        | Оригинальное название: 喜劇之王                |
| 1997 | Спецгруппа                       | Ширли                                            | Оригинальное название: 熱面最強                |
| 1997 | Адвокат, адвокат                 | Wu-Man                                           | Оригинальное название: 算死草                  |
| 1997 | Kitchen                          | Дженни                                           | Оригинальное название: 我愛廚房                |
| 1997 | Молодые и опасные 4              | Lam Suk-Fan/Wasabi                               | Оригинальное название: 97古惑仔之战无不胜      |
| 1997 | First Love: Litter on the Breeze |                                                  | Оригинальное название: 初纏戀後之二人世界      |
| 1996 | Бог кулинарии                    | Индейка                                          | Оригинальное название: 食神                    |
| 1996 | Вива эротика                     | Мэй                                              | Оригинальное название: 色情男女                |
| 1996 | Чёрная Маска                     | Трейси Ли                                        | Оригинальное название: 黑俠                    |
| 1996 | Four Faces of Eve                |                                                  | Оригинальное название: 四面夏娃                |
| 1996 | Лучшие из лучших                 | Карен Кук                                        | Оригинальное название: 飛虎II之傲氣比天高      |
| 1996 | Молодые и опасные 3              | Карен Кук                                        | Оригинальное название: 古惑仔III之隻手遮天     |
| 1996 | Сексуальные и опасные            | Van                                              | Оригинальное название: 古惑女                  |
| 1996 | Those Were the Days              | Патрисия                                         | Оригинальное название: 4 個 32A 和一個香蕉少年 |
| 1995 | Падшие ангелы                    | Панки                                            | Оригинальное название: 墮落天使                |
| 1995 | Из тьмы                          | Kwan                                             | Оригинальное название: 回魂夜                  |
| 1995 | Небеса не могут ждать            | Джоан                                            | Оригинальное название: 救世神棍                |
| 1995 | Китайская одиссея — 2: Золушка   | Pak Jing-Jing                                    | Оригинальное название: 西遊記2 之仙履奇緣      |
| 1995 | Китайская одиссея: Ящик Пандоры  | Pak Jing-Jing                                    | Оригинальное название: 西遊記之月光寶盒        |
| 1994 | Семейное дело                    |                                                  | Оригинальное название: 清官難審                |
| 1993 | The Tigers: The Legend of Canton |                                                  |                                                |
| 1989 | Seven Warriors                   |                                                  |                                                |

## Дискография

### Альбомы
| No.  | Название альбома                                                                                      | Язык       | Год выпуска |
| ---- | --- | ---------- | ----------- |
| 1st  | 同名專輯 Karen                                                                                        | кантонский | 1993        |
| 2nd  | 全身莫文蔚 Karen Mok In Totality                                                                      | кантонский | 1996        |
| 3rd  | 做自己 To Be                                                                                          | китайский  | 1997        |
| 4th  | 我要說 I Say                                                                                          | китайский  | 1998        |
| 5th  | 就是莫文蔚                                                                                            | китайский  | 1999        |
| 6th  | Ni Ke Yi (你可以; You Can)                                                                            | китайский  | 1999        |
| 7th  | 莫文蔚NO.1新曲+精選 Karen More                                                                        | китайский  | 2000        |
| 8th  | 十二樓的莫文蔚 Karen Mok on the Twelfth Floor                                                         | китайский  | 2000        |
| 9th  | 一朵金花 Golden Flower                                                                                | китайский  | 2001        |
| 10th | [i]                                                                                                   | китайский  | 2002        |
| 11th | 愛死妳 Love Killed You X (Среди англоязычных слушателей этот альбом более известен под названием «X») | китайский  | 2003        |
| 12th | 如果沒有你 Without You                                                                                | китайский  | 2006        |
| 13th | 拉活…莫文蔚 L!VE is… KAREN MOK                                                                        | китайский  | 2007        |
| 14th | 就i Karen 莫文蔚精選 i love Karen Mok best collection                                                 | китайский  | 2008        |

### EPs
| No. | Название альбома                  | Язык       | Год выпуска |
| --- | --------------------------------- | ---------- | ----------- |
| 1st | 愛自己 Love Yourself              | китайский  | 1997        |
| 2nd | 莫文蔚我愛你 Karen Mok I Love You | китайский  | 1998        |
| 3rd | Silent                            | английский | 1998        |
| 4th | 回家 BACK                         | кантонский | 1999        |
| 5th | 實況轉播 live show                | китайский  | 1999        |
| 6th | Karen Mok                         | кантонский | 2000        |
| 7th | 再生 Live Again                   | кантонский | 2000        |

### Movie/TV Soundtracks
| No. | Название альбома                           | Год выпуска |
| --- | ------------------------------------------ | ----------- |
| 1st | 我愛你 電影原聲大碟 I Love You             | 1998        |
| 2nd | 海上花 電影原聲大碟 Flowers of Shanghai    | 1998        |
| 3rd | 喜劇之王 電影原聲大碟 King of Comedy       | 1999        |
| 4th | 夕陽天使 電影原聲大碟 So Close             | 2002        |
| 5th | 求婚事務所 電視原聲大碟 Say Yes Enterprise | 2004        |